# Fengtianská klika
Fengtianská klika (zjednodušená čínština: 奉系军阀; tradiční čínština: 奉系軍閥; Pchin-jin: Fèng Xì Jūnfá) byla v letech 1911-1928 vojenská klika se sídlem v Mandžusku. Byla pojmenována podle města Feng-tchien (Mukden), kde se nacházelo její velitelství.

## Historie
Zakladatelem Feng-tianské kliky byl Čang Cuo-lin, také známý jako "starý maršál"; a jeho syn Čang Süe-liang, také známý jako "mladý maršál." Čangova vojenská síla vzrostla z malé skupiny banditů v Mandžusku, a o jeho vzestup se patrně přičinili Japonci. Roku 1920 se přesunuli z Mandžuska, aby pomohli Zhiliské klice v boji s An-chuejskou klikou, a začali sdílet moc v Pekingské vládě. Po dvou letech Zhiliská klika vyhnala Čang Süe-lianga z Pekingu a zabraňovala mu vrátit se do Severní Číny až do roku 1924, kdy vedl své vojáky k obnovení moci. Prohlásil se za "starého maršála" armády, námořnictva a leteckých sil Čínské republiky. V roce 1927 Čankajšek začal Pochod na sever proti Čangovi a ostatním válečným magnátům. V červnu roku 1928 Národně revoluční armáda dosáhla Pekingu a Čang byl donucen vrátit se do Mandžuska. Avšak Mandžusko už nebylo bezpečným útočištěm, protože Japonci už plánovali nahradit ho jinou loutkou. Zabili Čang Cuo-lina na železnici mezi Pekingem a Mukdenem. Nicméně jeho synovi, Čang Süe-liangovi, se podařilo vrátit do velitelství Fengtianské kliky v Mukdenu, shromáždit své stoupence a převzít ji. 19. prosince 1928 Čang Süe-liang oznámil, že Mandžusko bude začleněno do Číny, a že budou poslouchat nařízení Nankingské vlády. Tato akce znamenala konec válečné éry v Mandžusku.

## První Zhilisko-Fengtianská válka
Během vlády severních militaristů (1916–1927) se v Čínské republice odehrály dvě války o kontrolu centrální vlády. Za Vlády severních militaristů vojenští velitelé kontrolovali kraje nebo několik provincií a centrální vláda ztrácela moc v zemi. Sedm nebo osm vojsk militaristů si mezi sebe rozdělily zemi a vedly proti sobě války a vykonávaly vlastní politickou moc svými vojenskými silami. Mezi hlavními mocnostmi byla Fengtianská a Zhiliská klika. Fengtianská klika kontrolovala Mandžusko, vně Velké čínské zdi počítaje provincii Liao-ning, Ťi-lin a Chej-lung-ťiang pod vedením Čang Cuo-lina. Zhiliská klika kontrolovala Severní část Číny, uvnitř Velké čínské zdi počítaje provincii Che-pej, Vnitřní Mongolsko a Che-nan pod vedením maršála Wu Pchej-fua a Cchao Kchuna. Prvni válka mezi Fengtianskou klikou a Zhiliskou klikou proběhla 28.4. - 5.5. 1922. V tu chvíli měla Zhiliská klika podporu od Britů a Američanů a za Fengtianskou klikou stáli Japonci. S podporou centrální vlády Čang Cuo-lin a Tuan Čchi-žuej vytvořili koalici a zaútočili na Zhiliskou kliku. Wu Pchej-fuova strategie v boji proti vojskům Fengtianské kliky byla odříznout jim zásobování a dopravu ze severu. To se mu podařilo a tak byl Čang donucen odvolat své vojáky a Zhiliská klika vyhrála první válku.